# 바이에른 방송 교향악단

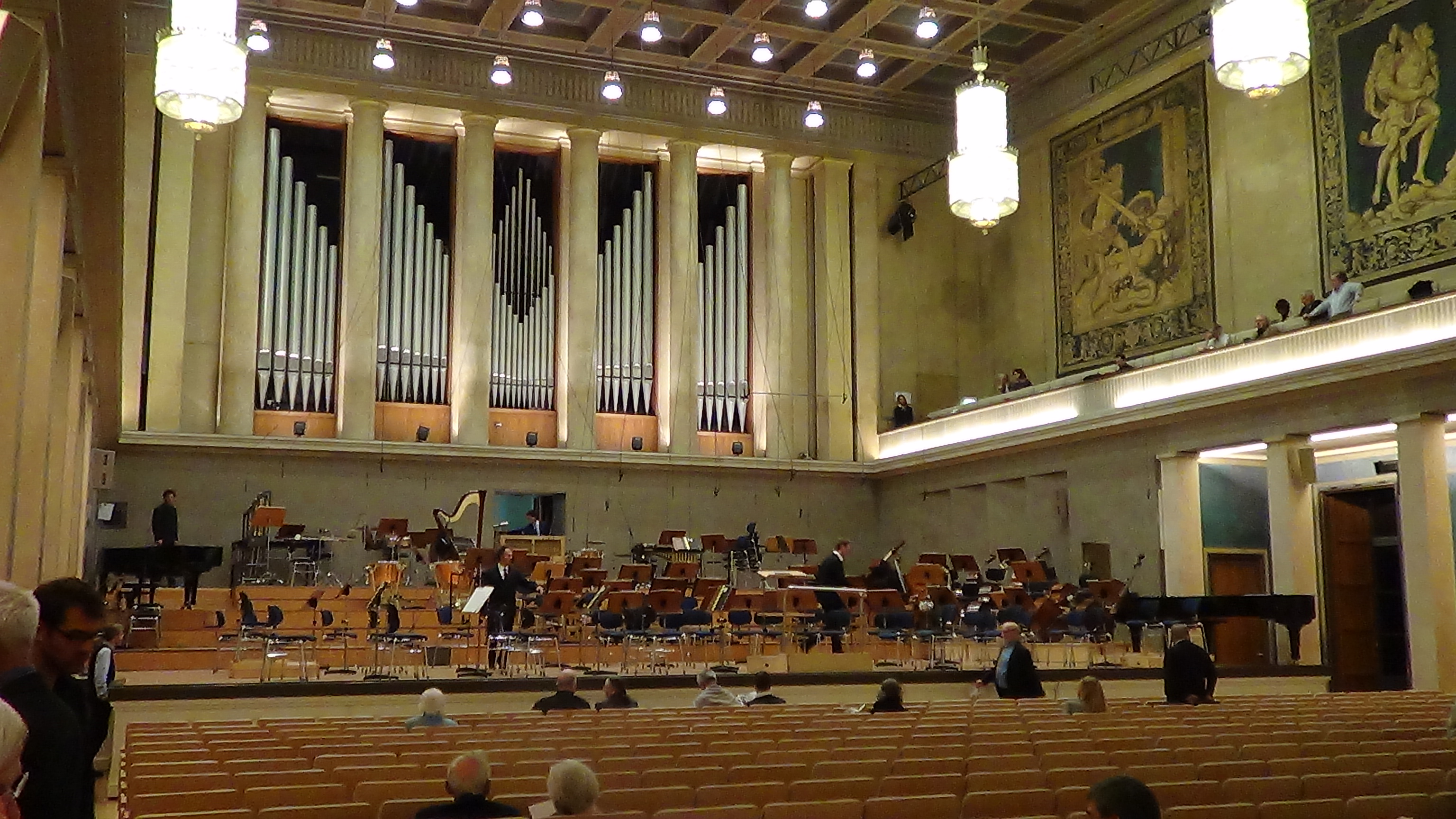

바이에른 방송 교향악단(독일어: Symphonieorchester des Bayerischen Rundfunks)은 뮌헨에 본거지를 둔 바이에른 방송(BR) 소속의 관현악단이다.

## 역사
1949년에 창단되었으며, 창단에 깊이 관여한 지휘자 오이겐 요훔이 초대 상임 지휘자를 맡았다. 요훔은 1961년까지 재임하면서 악단을 집중적으로 훈련시켜 단기간에 수준급 악단으로 만들었으며, 자신의 전속사였던 도이체 그라모폰에 베토벤과 슈베르트, 브루크너, 오르프 등의 작품들을 녹음해 출반했다.
요훔 사임 후에는 라파엘 쿠벨릭이 자리를 이어받았으며, 쿠벨릭은 요훔이 정착시킨 기본 레퍼토리를 유지하면서 모국 작곡가들인 스메타나와 드보르자크, 야나체크, 마르티누 등의 작품들과 말러의 교향곡 등을 연주 곡목에 추가시켰다. 특히 말러 교향곡의 경우 악단 최초의 전집을 도이체 그라모폰에 출반해 2차 세계대전 후 독일의 말러 재평가에 크게 이바지했다.
쿠벨릭이 1979년 사임한 후에는 객원 지휘에 의존하면서 전년도에 네덜란드로 망명한 소련 출신 지휘자 키릴 콘드라신을 1982년에 상임 지휘자로 초빙하기 위한 계획을 진행 중이었으나, 콘드라신이 1981년에 타계하면서 무산되었다. 이후 약 2년간 계속 상임 지휘자가 공석 상태에 있다가 1983년에 콜린 데이비스가 발탁되었다. 데이비스 이후에는 로린 마젤이 자리를 이어받았으며, 2003년에 마리스 얀손스가 부임해 타계한 2019년 11월까지 재직하였다. 2021년 1월, 사이먼 래틀 경이 2023년부터 5년간 얀손스의 뒤를 이어 수석지휘자를 맡을 것으로 발표되었다.

## 주요 활동
창단 때부터 방송국의 전폭적인 지원과 유능한 연주가들의 대거 영입, 요훔의 집중적인 지도 등으로 단기간에 급성장했으며, 방송 교향악단이라는 이점을 살려 대부분의 연주회를 실황으로 중계해 많은 애호가들의 주목을 받았다. 주요 공연장은 가스타이크 필하모니와 레지덴츠 궁전의 헤르쿨레스잘을 사용하고 있으며, A~C 세 종류로 분류되는 정기 연주회와 오데온 광장의 특별 야외 음악회, 악단원들의 실내악 연주회와 실내 관현악단 연주회, 현대음악 전문 연주회인 '무지카 비바' 등의 공연을 소화하고 있다.
초기부터 하르트만이나 아이넴, 오르프, 크셰네크, 윤이상 등 동시대 현대 작곡가들의 작품 소개에도 적극적인 자세를 보였으며, 지금도 신작 위촉 등의 활동을 활발히 수행하고 있다. 녹음은 도이체 그라모폰에 대량의 녹음을 남긴 요훔과 쿠벨릭의 것들이 유명하며, 후임자들인 데이비스와 마젤도 자신들의 전속사인 RCA에 독일/오스트리아 음악들을 중심으로 음반을 출반했다. 얀손스도 EMI와 소니 클래시컬에서 녹음 작업을 진행 중이며, 이외에도 유력한 상임 지휘자 후보에 올랐던 콘드라신이나 객원 지휘자로 자주 등장한 리카르도 무티 등의 지휘자들도 녹음을 남겼다.

## 역대 상임 지휘자
- 오이겐 요훔 (1949-1961)
- 라파엘 쿠벨릭 (1961-1979)
- 콜린 데이비스 (1983-1992)
- 로린 마젤 (1993-2003)
- 마리스 얀손스 (2003-2019)
- 사이먼 래틀 (2023-2028)